# Young Chang

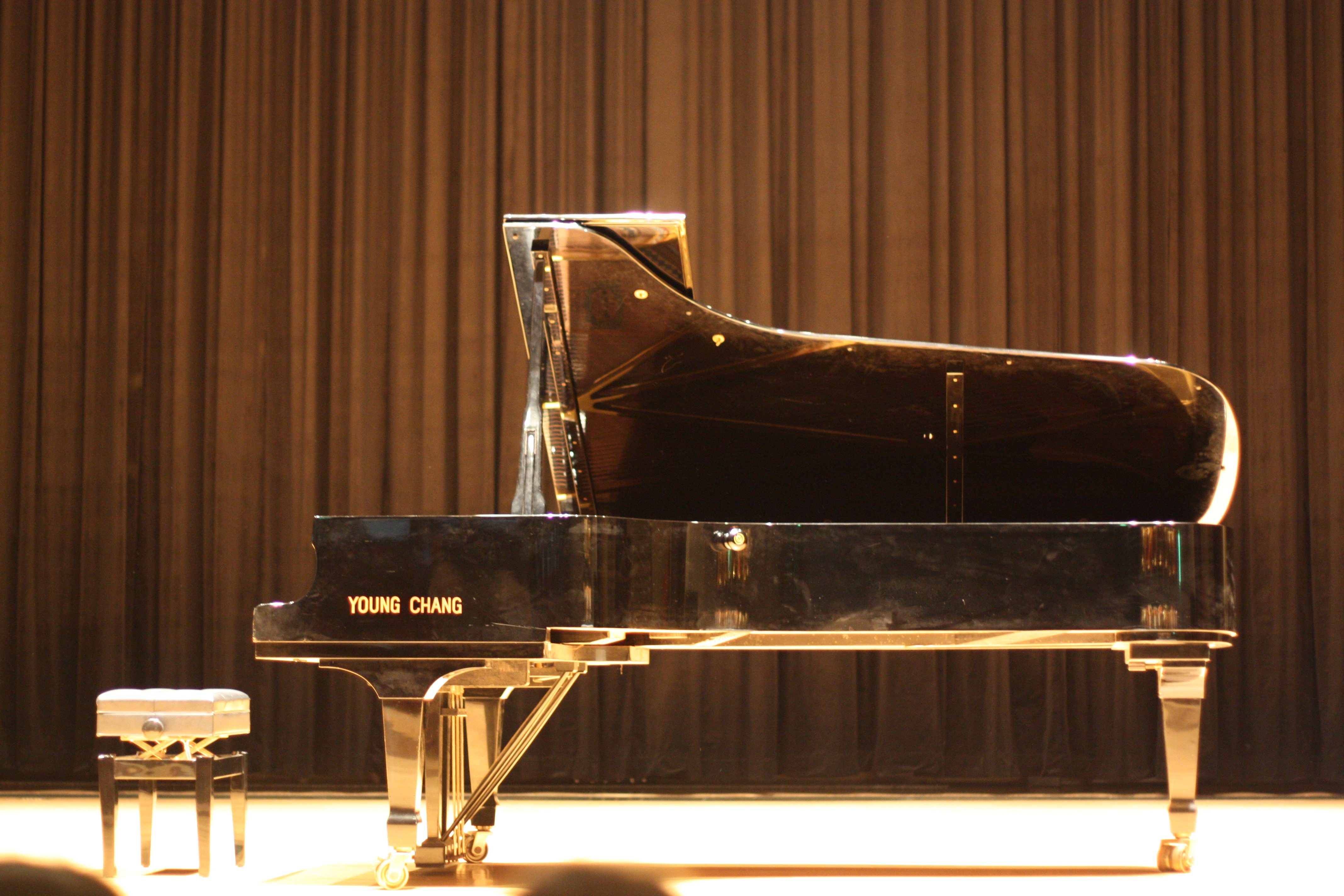
Piano de cola Young Chang

Young Chang es un fabricante coreano de pianos y de maquinaria industrial para el trabajo de la madera, con sede en Incheon (Corea del Sur). Young Chang también sostiene actualmente el 50% del mercado coreano del piano. 

## Historia
La compañía fue fundada en 1956 por tres hermanos, Jai-Young Kim, Jai-Chang Kim y Jai-Sup Kim. Como Corea del Sur surgió como una de las principales economías y productores de bienes, Young Chang también ha surgido como uno de los mayores fabricantes de pianos en el mundo. Se producen y comercializan los modelos Bergmann, Weber y Pramberger y se utiliza para la fabricación de la línea Essex de Steinway & Sons.
En 1990, el Young Chang compró Kurzweil Music Systems, fabricante de electrónica de gama alta y de instrumentos musicales digitales. Joseph Pramberger, exvicepresidente de Steinway & Sons se incorporó a la compañía ese año. Pramberger incorporó muchas innovaciones al diseño de los pianos, incluyendo el "Platinum Touch Action" y patentando la caja de resonancia asimétrica.
A finales de los años 80 y principios de los 90, Young Chang fabricaron la guitarra eléctrica Squier y los bajos de Fender Musical Instruments Corporation, y también fabrican guitarras eléctricas y bajos para su marca propia "Fenix". Sin embargo, debido a las similitudes con la marca Fender y sus instrumentos, Young Chang no pudo vender los instrumentos Fenix debido a problemas de concesión de licencias con Fender y la producción se detuvo.
En 1998, Young Chang construyó una nueva fábrica de 40 millones de dólares en Tianjin (China) para la fabricación de su nueva línea Bergmann. La serie Pramberger Platinum, que se introdujo en 2001 fue el modelo posterior al piano Model C que Steinway dejó de fabricar en Hamburgo (Alemania) y se incorporaron materiales de alta calidad alemanes. Esta nueva serie, fabricada en Incheon, hizo que Young Chang destacara a nivel mundial como fabricante de pianos. 
Joseph Pramberger murió en 2003, y al año siguiente, el nombre de la marca Pramberguer fue vendido al fabricante Samick. Young Chang sigue haciendo pianos con el diseño Pramberger, pero ya no pueden utilizar su nombre. Al mismo tiempo, Samick tiene licencia para utilizar el nombre, sin embargo, no pueden utilizar la tecnología desarrollada por Pramberger.
Actualmente, Young Chang tiene más de 2000 trabajadores a tiempo completo, para el diseño y construcción de sus pianos verticales y de cola, y también la marca Kurzweil Music Systems.